# Wivi-Anne Cederqvist
Sibylla Wivi-Anne Cederqvist, född Johansson 10 december 1932 i Ovansjö församling i Gävleborgs län, död 10 november 2001 i Sandviken, var en svensk arbetsförmedlare och politiker (socialdemokrat). Hon var riksdagsledamot mellan 1976 och 1988, invald i Gävleborgs läns valkrets.